# Старий Леон
Старий Леон (ісп. León Viejo) — ділянка, на якій було вперше засноване місто Леон (Нікарагуа), розташована біля містечка Пуерто-Момотомбо в муніципалітеті Ла-Пас-Сентро департаменту Леон, Нікарагуа. Місто було засноване в 1524 році скоро після відкриття колонії, а після землетрусу 1610 року за рішенням мешканців перенесене на 32 км на його сучасне місце розташування.
Місто розташоване на березі озера Манагуа неподалік від вулкану Мототомбо. Район міста дуже теплий та тектонічно активний через активність вулкану, з якого кілька разів вивергалися потоки лави, попіл та пісок, а кілька разів виверження ставали причинами землетрусів, зокрема 1594 і 1610 років, останній — дуже великої сили, через яке місто було залишене його мешканцями.
Проте місто не було зруйноване, як це часто вважається. Після землетрусу 1610 року, який зруйнував деякі будівлі, були проведені обговорення між мешканцями, що закінчилися рішенням перенести місто на безпечнішу ділянку, і старе місто було з часом захоронене під шарами попілу, а потім і відкладеннями озера.
Руїни міста були знову розкопані в 1967 році, а ріком пізніше почалися археологічні дослідження. Місто мало планування, характерне для міст Латинської Америки того часу, приблизно квадратне з великою площею в центрі. В ході розкопок була очищена центральна частина міста розмірами 800 на 500 м з 16 будинками на цій території. Також місто мало три монастиря: «Ла-Мерсед», «Сан-Педро» і «Сан-Франсиско», розташовані на головних вулицях міста та відкриті до 1560 року. Проте руїни не уникнули нових природних катаклізмів, що продовжують загрожувати ним. Так, в травні 1982 року тропічний шторм Альєта зруйнував мури міста, ураган Джоан в жовтні 1988 року пошкодив кілька будівель, а в жовтні 1998 року ураган Мітч істотно пошкодив майже половину будівель.
Проте Старий Леон залишається єдиним містом колоніальної епохи, що не зазнало перепланування, що стало основним аргументом для надання йому статусу об'єкта Світової спадщини в 2000 році. Зараз місто підтримується Нікарагуанським інститутом культури, тут працює туристичне бюро.